# Matsaudi
Matsaudi, também conhecida como Sakapane, é uma vila localizada no Distrito do Noroeste em Botswana. Possuía, em 2011, uma população estimada de 345 habitantes.